# Comuna Ivanivka, Hola Prîstan
Ivanivka (în ucraineană Іванівка) este o comună în raionul Hola Prîstan, regiunea Herson, Ucraina, formată din satele Industrialne, Ivanivka (reședința) și Pameatne.

## Demografie
Componența lingvistică a comunei Ivanivka
     Ucraineană (90,46%)
     Rusă (6,56%)
     Alte limbi (1,03%)
Conform recensământului din 2001, majoritatea populației comunei Ivanivka era vorbitoare de ucraineană (90,46%), existând în minoritate și vorbitori de rusă (6,56%) și armeană (1,89%).